# Thaumatrope

Thaumatrope

Le thaumatrope (du grec thauma, prodige et tropion, tourner) est un jouet optique qui exploite le phénomène de la persistance rétinienne.
Lorsque la lumière atteint la rétine, les cellules photosensibles (cônes et bâtonnets) déclenchent une réaction chimique. La persistance d'une durée d'environ 50 ms laisse une "trace" au fond de la rétine. Si une autre image est perçue par l'œil dans ce laps de temps, notre cerveau aura l'illusion de voir les deux images en même temps.
L'effet phi s'applique à l'illusion d'un mouvement.
D'autres jouets optiques qui utilisent la persistance rétinienne ont été inventés au XIXe siècle : le phénakistiscope, le zootrope, le praxinoscope... ou encore le folioscope, où un dessin est fait sur chaque page d'un livret que l'on effeuille reproduisant un mouvement continu.
Le Thaumatrope est en fait une illusion d'optique.

## Histoire

Illusion d'un rat dans une cage, thaumatrope de 1825.

Peut-être fabriqués depuis le paléolithique, ces dispositifs seraient les plus anciens jouets d'optique au monde. Le principe est redécouvert et aurait été commercialisé pour la première fois en 1825 par John Ayrton Paris (en), médecin londonien. L'objet est alors un disque, maintenu par une ficelle, sur lequel on peut observer une cage sur une face et un oiseau sur l'autre. Ainsi, lorsqu'on faisait tourner le disque suffisamment vite, on avait l'illusion que l'oiseau était dans la cage. L’image devient alors une seule.